# Jacksonboro
Jacksonboro (früher auch Jacksonborough oder Pon Pon) ist ein Ort (census-designated place) am Westufer des Edisto im Colleton County in South Carolina. Im Jahr 1782, während des Amerikanischen Unabhängigkeitskrieges, war der Ort kurz der provisorische Regierungssitz South Carolinas. Nach dem US Census 2020 leben in Jacksonboro 412 Menschen.

## Geografie
Jacksonboro liegt am Westufer des unteren Edisto Rivers, im South Carolina Lowcountry.

## Geschichte

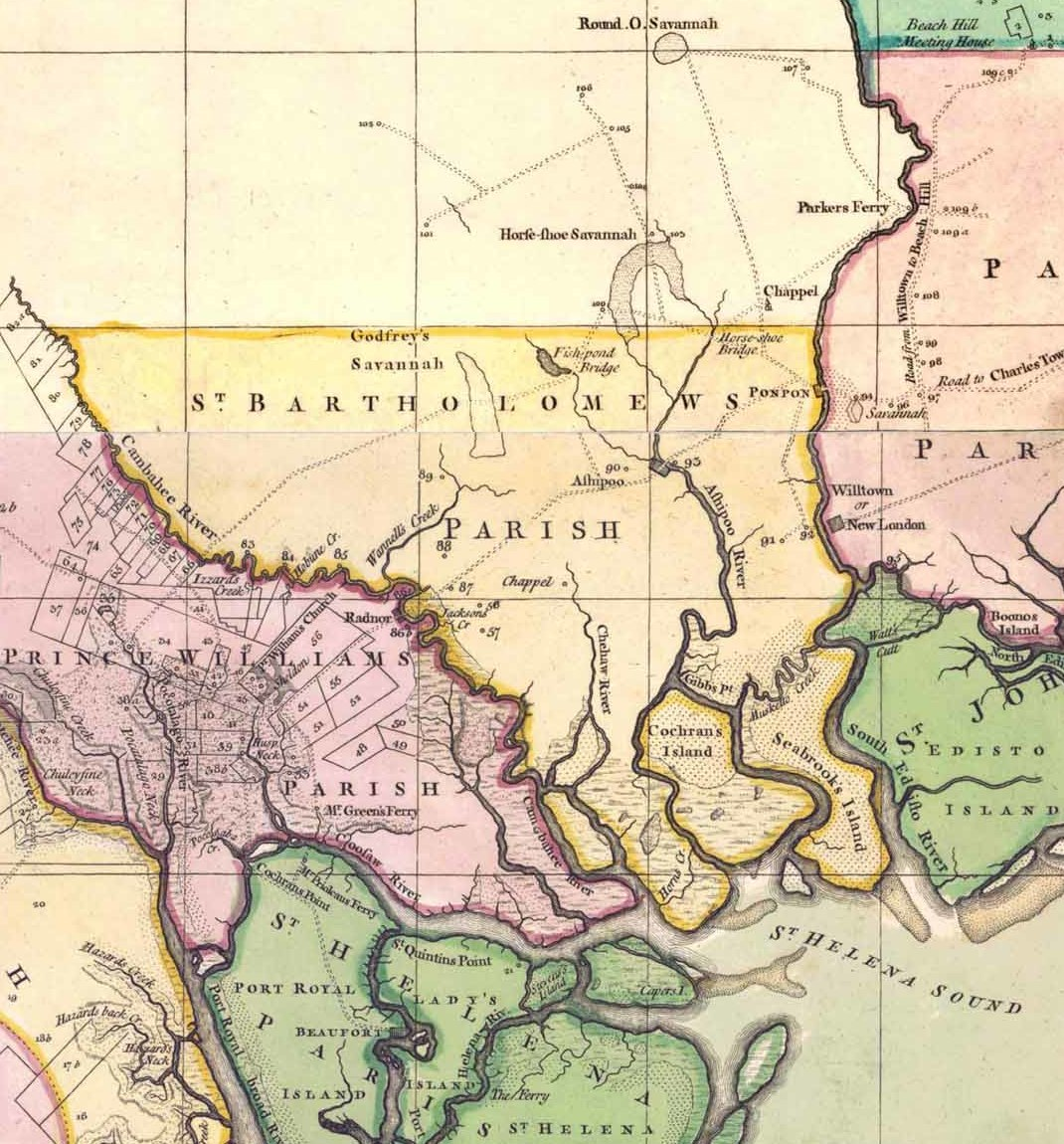
Ponpon und Kapelle im Nordosten des St. Bartholomew Parish, Karte von 1757

Jacksonboro geht wahrscheinlich auf eine indianische Siedlung namens Pon Pon zurück, die um eine Fähre über den Edisto angelegt war. Dem Siedler John Jackson wurden hier im Jahr 1701 Ländereien zugesprochen. 1711 wurde eine Straße angelegt, die bei Pon Pon den Edisto querte. 1725 wurde nahe dem Ort eine Kapelle gebaut (Pon Pon Chapel), es folgte die Errichtung einer Schule und weiterer Kirchen. Nach 1730 wurde auf Jacksons Land eine neue Siedlung angelegt, um 1740 war aus Pon Pon Jacksonborough geworden.
Ende des 18. Jahrhunderts war der Jacksonborough County Seat des Colleton Countys, damals wurde das Gebiet aber eher auf der Ebene der Kirchspiele (parish) verwaltet. Da Charleston im Amerikanischen Unabhängigkeitskrieg von den Briten belagert wurde, fand 1782 im Ort die sogenannte Jacksonborough Assembly statt, die erste Sitzung der Legislative von South Carolina (South Carolina General Assembly) nach dem Ausbruch des Krieges. Die Gremien tagten in einer Freimaurerloge und einem Gasthaus. In dieser Zeit kamen unter anderem William Bartram und George Washington durch den Ort, der damals aus etwa 60 Gebäuden bestand. Damals war Jacksonboro vor allem ein Zentrum der Holzindustrie, hier wurden die im Hinterland gefällten Bäume bearbeitet und verschifft.

Kreuzung und verlassene Kirche in Jacksonboro, Dezember 1938 (Fotografie von Marion Post Wolcott)

Anfang des 19. Jahrhunderts wurde die Siedlung nach und nach verlassen, 1826 sollen dort neben dem alten Courthouse und dem Gefängnis nur noch wenige Gebäude gestanden haben. 1859 erreichte die Eisenbahnstrecke der Charleston and Savannah Railway den Ort und es entstand eine neue Siedlung rund um den Bahnhof, etwa eine halbe Meile südlich der alten Ortslage. Heute stehen die meisten Häuser des Ortes wieder an der alten Hauptstraße.

## Infrastruktur
Jacksonboro liegt am U.S. Highway 17, etwa in der Mitte zwischen Charleston und Beaufort. Im Ort zweigt davon der South Carolina Highway 64 nach Walterboro ab.

## Persönlichkeiten
- Mary Musgrove (ca. 1700–ca. 1765) wurde hier getauft, Verhandlungsführerin
- William Lowndes (1782–1822), Politiker